# ユニオンプロレス
ユニオンプロレスは、かつて存在した日本のプロレス団体。

## 歴史

### 第1次
1993年、鶴見五郎、高杉正彦、ホー・デス・ミン（後のポイズン澤田）、その他の選手、プロレス関係者と共にインディー団体統括組織「レスリングユニオン」が発足された。レスリングユニオンの傘下団体としてホーがIWA流山、鶴見がIWA格闘志塾、高杉がIWA湘南を設立。
1994年1月29日、流山市民総合体育館でレスリングユニオンの旗揚げ戦を開催。4月、レスリングユニオンが解散したため、団体名をユニオンプロレスに改称。
1995年4月28日、流山市民総合体育館大会を最後に活動停止。

### 第2次

#### DDTプロレスリングのブランド体制
2005年6月29日、DDTプロレスリング後楽園ホール大会で澤田は再旗揚げを宣言したがDDTの代表である一宮章一は難色を示していた。8月14日、澤田と一宮が和解してDDTで音響を手掛けていた会場敏が代表に就任。11月3日、新木場1stRINGで再旗揚げ戦を開催。
2006年、第1次ユニオンの代表である武井匡が裏切ってユニオン対小笠原和彦が率いるユニット「空手軍団」が勃発。度重なる抗争の末に空手軍団と和解するが、武井はミスター雁之助とユニット「武井軍団」を結成してユニオンと抗争。会場敏から代表権を奪い取って代表に就任した武井にユニオンが乗っ取られる。この状況を打開するため、澤田は助っ人として新日本プロレスの練習生時代の同期である後藤達俊とタッグを組んで武井軍団と対抗。
2007年1月12日、新木場1stRING大会で澤田と武井軍団による抗争の最終章として猛毒マムシデスマッチが行われて澤田が勝利。澤田と武井が話し合いを行って武井の勇退してDDTでマネージャーを務めていたナオミ・スーザンが代表に就任。澤田は猛毒マムシデスマッチで死んだ何匹かのマムシを供養するため、ボルネオ島にあるヘビ塚へ旅立ってユニオンからの一時離脱を宣言。
2008年1月25日、東京愚連隊との業務提携を発表したが大家健の失態によって両者の関係に亀裂が生じて業務提携は破談になって全面抗争を展開。
2009年2月6日、みちのくプロレスで活動しているヒールユニット「九龍」との業務提携を発表。2月15日、シアター1010ミニシアター大会で九龍の裏切りで業務提携は破談になって全面抗争に発展。
2010年7月14日、大家の長期欠場によるネクスト大家健ランブルは大家の推薦選手である真霜拳號が優勝。2代目大家健を襲名して当初は嫌がっていた真霜だがファンに押される形でユニオン限定で大家拳號を名乗る。12月、ユニオンに移籍したDDTの代表である高木三四郎がユニット「TKG48」を公表してユニオン本隊の対抗勢力となることを宣言。そこへ乗り込んできた矢郷良明が「レスラーの使い捨て」と反発して高木によって代表のスーザンがないがしろにされていると主張。矢郷は真霜と円華を巻き込んでユニット「ナオミ・スーザン親衛隊」を結成してユニオンを交えての3つ巴となる。
2011年1月3日、マッスル枠として確保していた後楽園ホール大会をユニオンが譲り受ける形で開催。DDT社長の高木の提案でプロモートとして全席指定席2000円（前売り価格）という後楽園ホール大会としては破格の設定で行われた（2000円による興行は翌年からDDTで開催している）。5月4日、マッスル枠として確保していた後楽園ホール大会をユニオンが譲り受ける形で開催。
2012年10月11日、崖のふちプロレスとの業務提携を発表。
2013年3月10日、ラジアントホール大会で突如現れたヒールユニット「謎覆面軍団」とユニオンの抗争がメインとなった。9月23日、ラジアントホール大会で抗争が終結して謎覆面軍団は解散。

#### TEC体制
9月29日、DDT後楽園ホール大会で運営会社が、それまでのDDTプロレスリングからTEC（2004年12月、マッスル坂井が設立したDDTの映像関連子会社）に変更されることを発表。10月23日、新会社による初興行を新宿FACEで開催。
2015年10月4日、後楽園ホールで旗揚げ10周年記念大会を開催。スーザンが代表を退任することになり後任を含めて今後の活動について協議された結果、同興行を最後に解散することを発表。10月7日、DDT後楽園ホール大会の試合開始前に元所属選手の去就について発表が行われて木高イサミ、久保佑允、竜剛馬、FUMA、風戸大智、福田洋、SAGATはプロレスリングBASARAを設立、諸橋晴也、チェリー、レディビアードはDDTに移籍、石川修司、三富政行はフリーに転向、大地は休業などになった。

## タイトル
- ユニオンMAX王座
- ユニオン認定Fly to Everywhere世界王座

## 最終所属選手

### 男子選手
- 諸橋晴也
- 木高イサミ
- 石川修司
- 久保佑允
- 竜剛馬
- レディビアード
- FUMA
- 風戸大智
- 福田洋（現：トランザム★ヒロシ）
- SAGAT
- 三富政行
- 大地

### 女子選手
- チェリー

## スタッフ

### レフェリー
- 松井幸則（DDTプロレスリング）
- 木曽大介（DDTプロレスリング）
- 吉野恵悟（先駆舎）

### リングアナウンサー
- 川森文弘
- 新藤力也（DDTプロレスリング）
- 井上マイク（DDTプロレスリング）
- 細身のシャイボーイ（フリー）

### FTEコミッショナー
- 風間ルミ（フリー）

### 映像班
- 福田亮平（フリー）

## 歴代所属選手

### 男子選手
- 寺西勇
- 松崎駿馬（現：松崎和彦）
- 荒谷信孝（現：荒谷望誉）
- ポイズン澤田（旧：ホー・デス・ミン、ポイズン澤田JULIE、ポイズンJULIE澤田）
- 726
- メカマミー
- メカマミーLite
- TOSHI
- 高木三四郎
- 冨永真一郎
- 大家健
- 河村知哉

### 女子選手
- 紫雷美央（アイスリボン、OZアカデミー女子プロレス、プロレスリングWAVE兼任所属）

## テーマ曲
- ユニオンロッカー（ARB）